# 10兆瓦高温气冷实验堆
10兆瓦高温气冷实验堆（英語：10MW High Temperature Gas-cooled Reactor Test Module，简称），是位于中国清华大学核研院的一个实验核反应堆，反应堆采用的是气冷快中子型的球床反应堆，设计热功率10兆瓦，技术使用较高富集度铀的包覆颗粒作为燃料、石墨作为慢化剂、氦气作为冷却剂。

## 历史
一期工程“高温气冷堆蒸汽涡轮发电系统”于1992年立项，为“863计划”项目，2003年实现满功率运行，为世界首座模块化高温气冷堆实验核电站。二期“高温气冷堆氦气涡轮发电系统”，直接采用氦气而非水蒸气循环进行发电，于2010年12月获得验收。

## 優勢
- 此反应堆热效率可达到50%，远高于其它堆型[4]。
- 高温气冷堆可以建在冷却水源不足的地方，其产生的巨大的热量用于制氢，可用作氢能燃料电池的原料。[5]
- 球床反应堆先天物理特性為降溫，在所有控制裝置都全面毀壞失效的狀態下也不會發生核災，相較於前三代反應爐有巨大安全係數。

## 石岛湾高温气冷堆核电站示范工程
由华能集团、中国核工业建设集团与清华大学合作，采用此雛形而建设的大型化商用示范项目——位于山东省荣成市的石岛湾核电站，于2012年开工建设，1号堆于2021年12月20日并网发电。

## 时间线

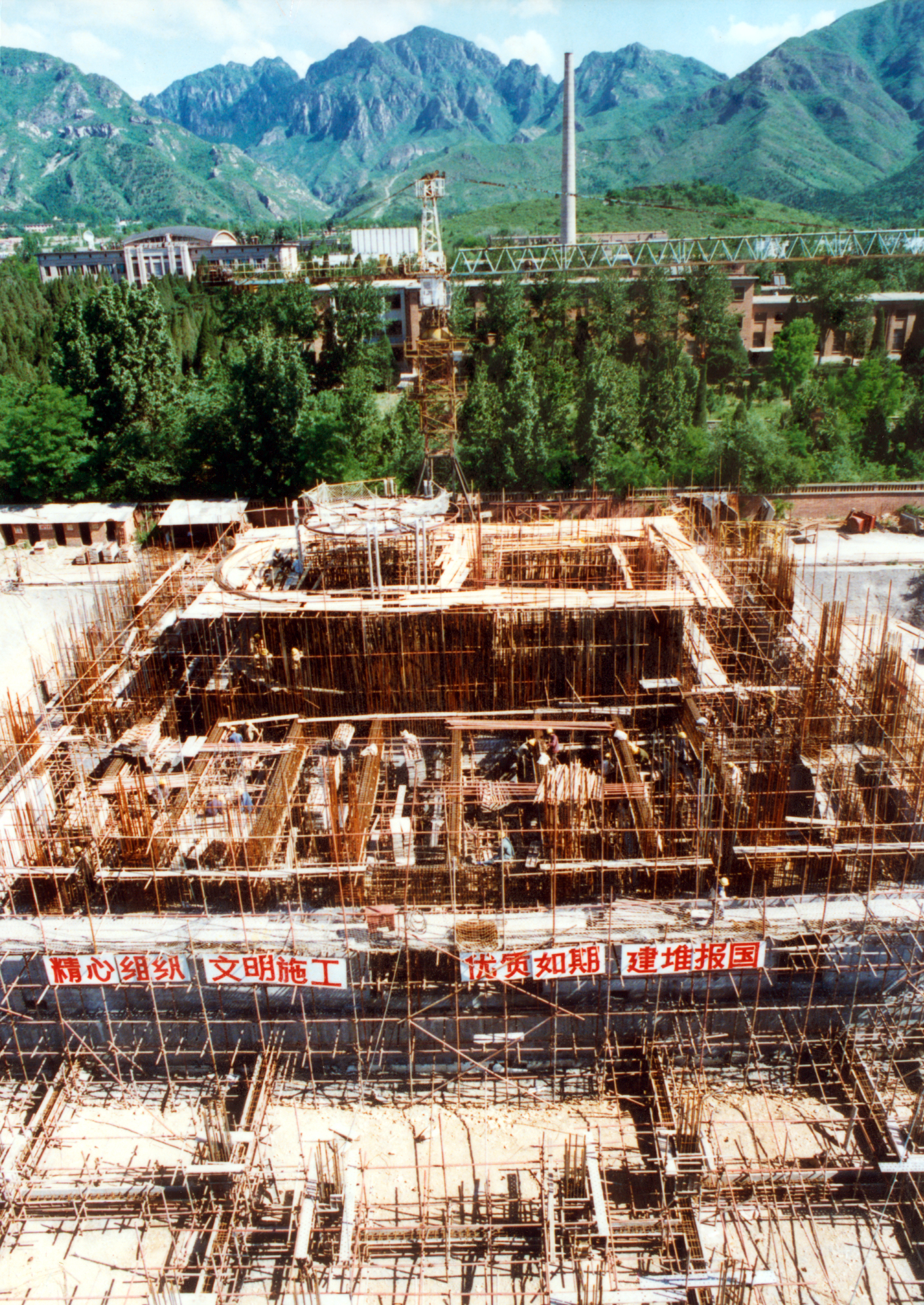
建設時工地

- 1987年，10MW高温气冷实验堆（HTR-10）的建设被列入国家“863”计划。[4]
- 1995年，在清华大学核能与新能源技术研究院开始建造。
- 2000年12月建成，并首次达到临界。
- 2003年1月实现满功率并网发电。
- 2004年，10兆瓦高温气冷堆向60多位国际原子能专家进行了核安全展示。展示表明，在不插入控制棒的情况下，关闭反应堆冷却系统，也不会出现燃料元件烧毁等严重事故[7]。